# Malmö flygindustri MFI-10 Vipan
MFI-10 Vipan är ett svenskt högvingat flygplan framtaget för artilleriledning och flygspaning.

## Historik
Konstruktionsarbetet med Vipan inleddes 1955 av Rudolf Abelin, Ernst Wohlberg och Ove Dahlén vid Malmö flygindustri (MFI). Efter de första skisserna stod det klart att företaget fått fram en produkt att gå vidare med.
Flygplanet var ett av världens första flygplan byggt i sandwichkomposit konstruktion. Flygplanet är försett med ett sporrhjul och ett huvudställ tillverkat i glasfiberarmerad plast. Eftersom inga tidigare flygplan framställts i sandwichkomposit saknade luftfartsinspektionen kompetens för att typgodkänna flygplanet slutligen utsåg man civilingenjören Tord Lidmalm från Volvo som typgranskare och tekniskt ansvarig för hela konstruktionen.
År 1963 levererade MFI två stycken flygplan till Arméflyget för utvärdering. Flygplanets tänkta roll inom försvaret var artilleriledning, spaning, samband, skolning och ambulansflygning. Civilt räknade man med att sälja flygplanet som rese- godstransport och bogserflygplan. Eftersom de militära beställningarna uteblev tillverkades flygplanet endast i tre exemplar.
Vipan var aktuell för licenstillverkning i Spanien. Exkungen Simeon II av Bulgarien kontaktade MFI om möjligheten att tillverka flygplanet. Eftersom MFI numera var ett dotterbolag till Saab tog v Saabs avtalsjurist Bo Nordenhök ett licensavtal, avtalet undertecknades av den spanska mortparten, men Saabs vd Curt Mileikowsky refuserade hela avtalet. Hans motivering var att det blir sådant liv i Aftonbladet om vi låter spanjorerna tillverka våra flygplan
När det tyska flygföretaget Rhein Flugzeugbau fick en förfrågan om att leverera 150 stycken arméflygplan köpte man loss ett exemplar från Flygvapenmuseum, På fabriken bytte man ut motorn och monterade på en trebladig propeller. Flygplanet ställdes ut på flygmässan Le Bourget 1994.

## Användning i Svenska försvarsmakten - Fpl 54
År 1963 levererades två MFI-10B (kraftigare motor) till Arméflyget för utvärdering, flygplanen registrerades militärt och gavs beteckningen Flygplan 54 (Fpl 54). När utvärderingen efter ett år var klar så återlämnades de båda flygplanen till tillverkaren, som åter civilregistrerade dem. Arméflyget valde att inte anskaffa flygplansmodellen.